# Panik (Shirak)
Pour les articles homonymes, voir Panik.
Panik (en arménien Փանիկ) est une communauté rurale du marz de Shirak en Arménie. En 2008, elle compte 3 150 habitants.